# 4台のティンパニのための8つの小品
4台のティンパニのための8つの小品は、エリオット・カーターが作曲したティンパニ独奏のための小曲集。この中の6つは1950年に作曲され、残り2つは1966年に付け加えられた。組曲というよりは作品集という色が強く、それはカーター自身がこの作品について、同時に4つ以上演奏することを推奨していないことからも窺える。
カーター自身はこの作品を「テンポの変化」と「4音の響き」の練習曲として作曲した。しかし「叩く場所を変える」「マレットの裏面（持ち手側）で叩く」「グリッサンド」などの特殊奏法が用いられる他、普段はあまり用いられないテクニックなどが要されることもあり、その側面が目立ってしまっているのは否めない。

## 楽曲構成

### サエタ(Saëta)
スペイン語で「矢」を意味するこの曲は、アンダルシア民謡に因んで名づけられた。リズムの加速が特徴的である。

### 常動曲(Moto perpetuo)
常に一定のリズムの上を駆け抜ける曲。ラタン柄の特殊なマレットを用いる。

### アダージョ(Adagio)
1966年に作曲された。ペダル付きティンパニの為に書かれ、グリッサンドやビブラート等、ペダル付きティンパニの可能性を探るような作品である。

### レチタティーボ(Recitative)
抒情的で、ゆったりとした曲である。２台同時にトレモロする、叩く場所を変える等の特殊奏法は特に多く用いられている。

### インプロビゼーション(Improvisation)
1オクターブより離れた音程に調律し演奏する曲であり、押さえつけるような奏法やテンポ感のめまぐるしい変化が特徴的である。

### カント(Canto)
1966年に作曲されたこの作品は、スネアドラムのスティックを用いて演奏する。メロディックだが、ペダルの調整が頻繁に必要な曲である。

### カナリア(Canaries)
バロック時代のフランスの踊りに影響を受けている。踊りのリズムが異なるテンポで対位法的に展開されている。

### 行進曲(March)
行進曲という名前であるが、対位法的作品である。具体的には、あるテンポで行進曲のリズムが演奏されているがその一方で、異なるテンポで行進曲のリズムが「互いに異なるマレットで」「片方のマレットは表面、もう片方は裏面で」演奏する。8つの中では演奏頻度も高い。